# Chottanahalli, Krishnarajpet
Chottanahalli là một làng thuộc tehsil Krishnarajpet, huyện Mandya, bang Karnataka, Ấn Độ.